# Innervillgraten

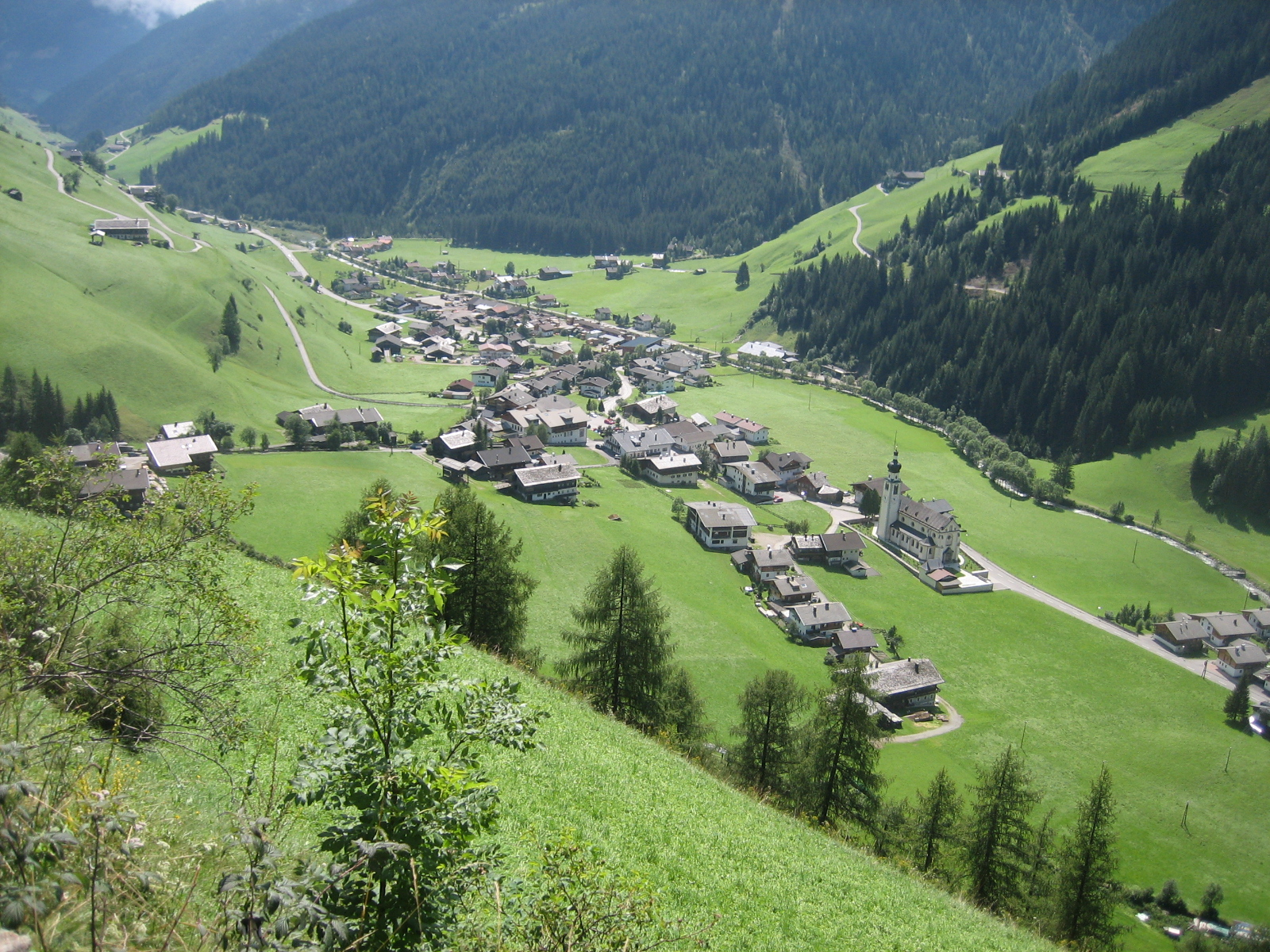
Vista del valle.

Innervillgraten es una población de Austria, del estado del Tirol, en el distrito de Lienz, que constituye el Tirol oriental. El municipio cuenta con 984 habitantes, 87,8 km² y está a 1.402 metros de altura. 
El distrito cuenta con la distinción histórica de haber votado en contra con el 95% de los votos para el plebiscito del Anschluss de 1938.[cita requerida]A pesar del aplastante voto en negativo (producido porque en el pueblo no se realizó el destacamento de guardias SS que sí tuvo lugar en prácticamente todo el resto de Austria), la unión con el III Reich fue aceptada con más del 99% de los votos a favor.